# Civitella del Tronto
Pour les articles homonymes, voir Tronto (homonymie).
Civitella del Tronto est une commune italienne d'environ 4 800 habitants située dans la province de Teramo, dans la région Abruzzes, en Italie méridionale.

## Géographie

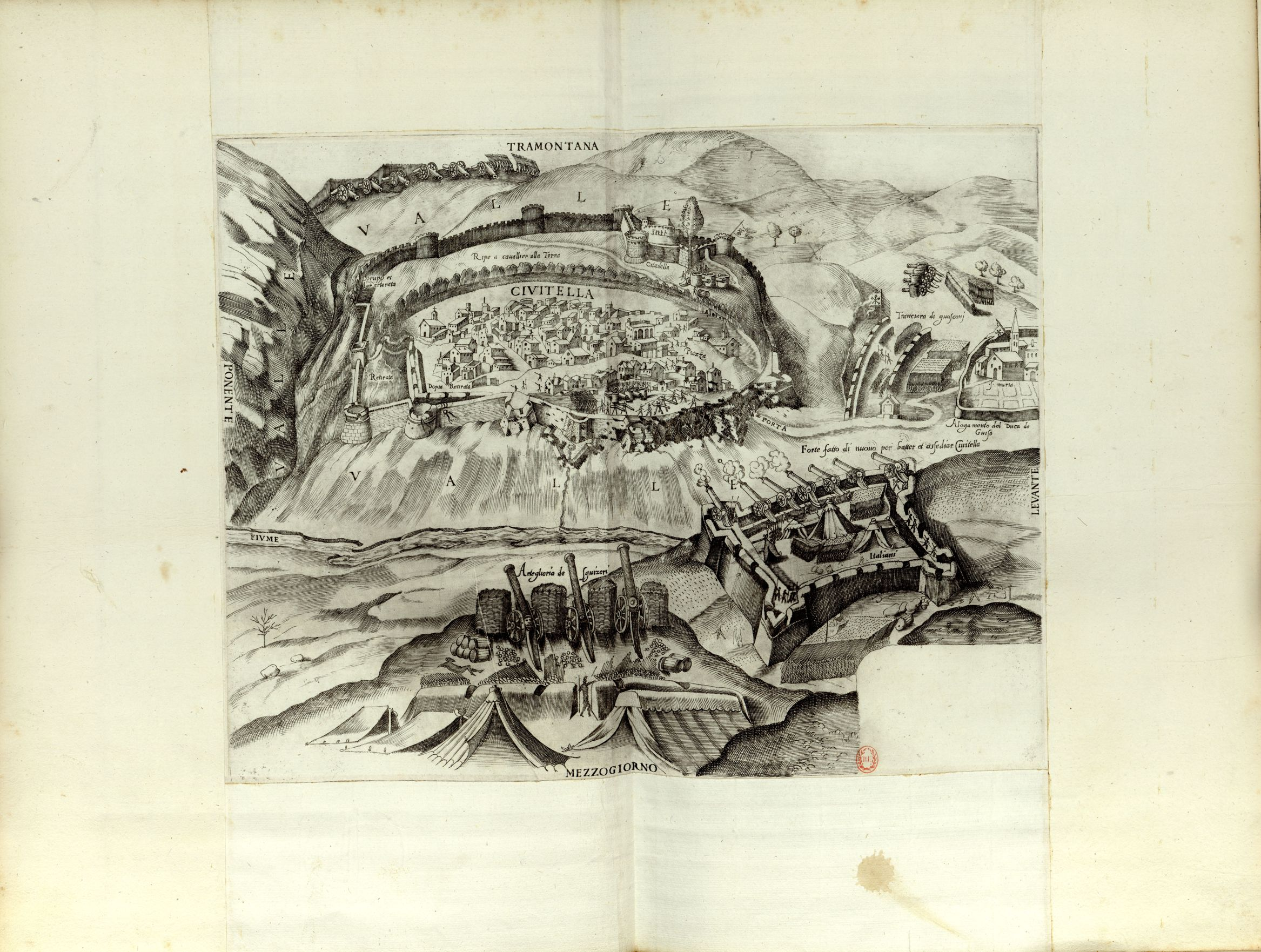
Vue cavalière de Civitella del Tronto, Abruzzes, assiégée par le duc de Guise en 1557.

## Monuments et patrimoine
- Fort de Civitella del Tronto
- Abbaye Santa Maria in Montesanto
- Réserve naturelle régionale des Gorges de Salinello

## Administration
| Période                                  | Période  | Identité            | Étiquette     | Qualité |
| ---------------------------------------- | -------- | ------------------- | ------------- | ------- |
| apr 2008                                 | En cours | Gaetano Luca Ronchi | Centro-Destra |         |
| Les données manquantes sont à compléter. |          |                     |               |         |

### Hameaux
Borrano, Cerqueto, Collebigliano, Cornacchiano, Favale, Fucignano, Gabbiano, Lucignano, Piano Risteccio, Piano San Pietro, Ponzano, Ripe, Rocche, Sant'Andrea, Santa Reparata, Sant'Eurosia, Villa Lempa, Villa Passo.

### Communes limitrophes
Ascoli Piceno (AP), Campli, Folignano (AP), Sant'Egidio alla Vibrata, Sant'Omero, Valle Castellana.